# التوتو
التوتو (به لاتین: Aletoutou) یک منطقهٔ مسکونی در بنین است که در استان دونگا واقع شده‌است.